# Bay Center
Bay Center – jednostka osadnicza w Stanach Zjednoczonych, w stanie Waszyngton, w hrabstwie Pacific, nad Oceanem Spokojnym.